# Rio Corvin
O Rio Corvin é um rio da Romênia, afluente do Valea Mare, localizado no distrito de Constanţa.